# Tymmophorus thunbergi
Tymmophorus thunbergi är en stekelart som beskrevs av Dasch 1964. Tymmophorus thunbergi ingår i släktet Tymmophorus och familjen brokparasitsteklar. Inga underarter finns listade i Catalogue of Life.